# 山貝村

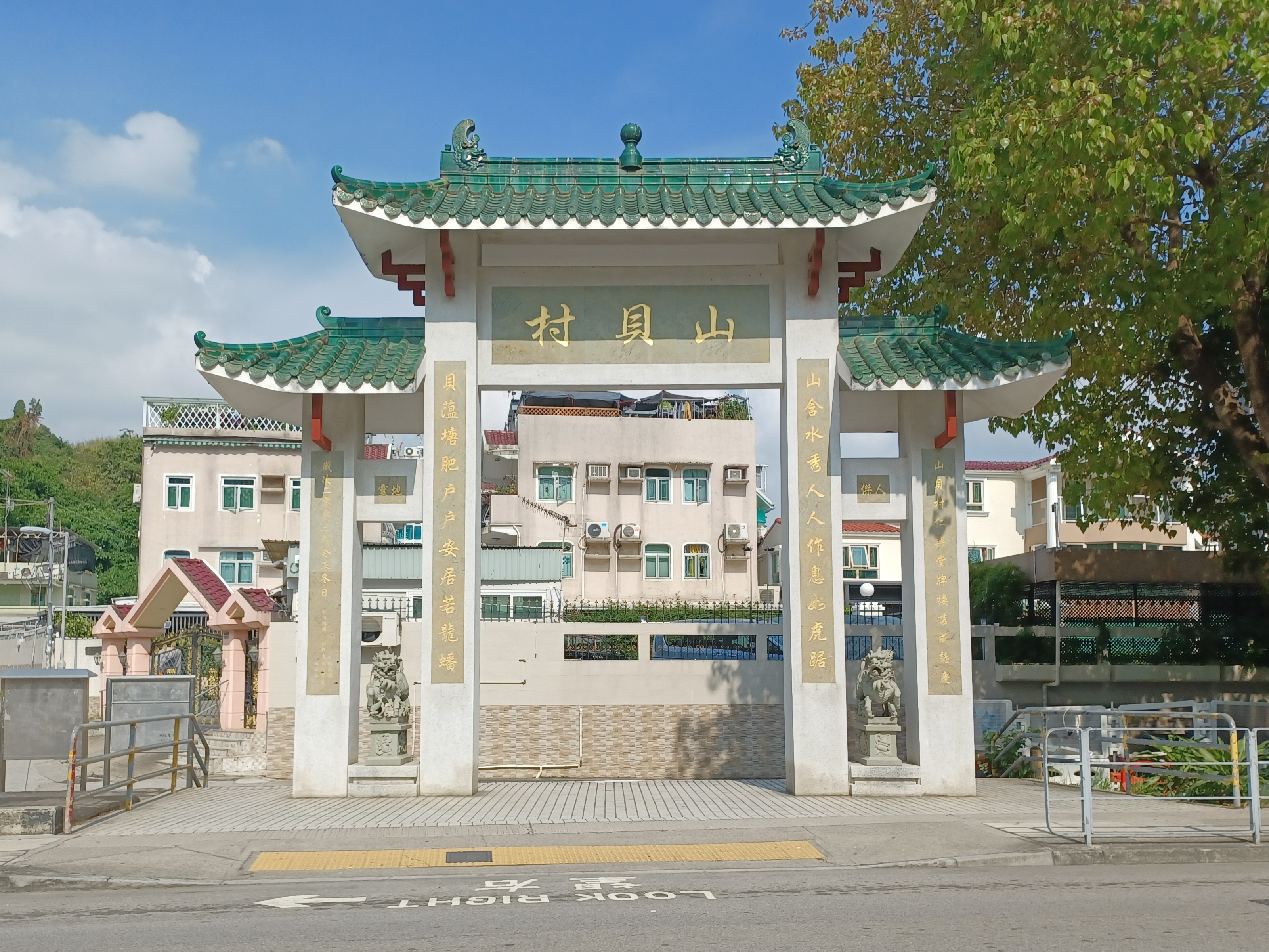
山貝村牌樓

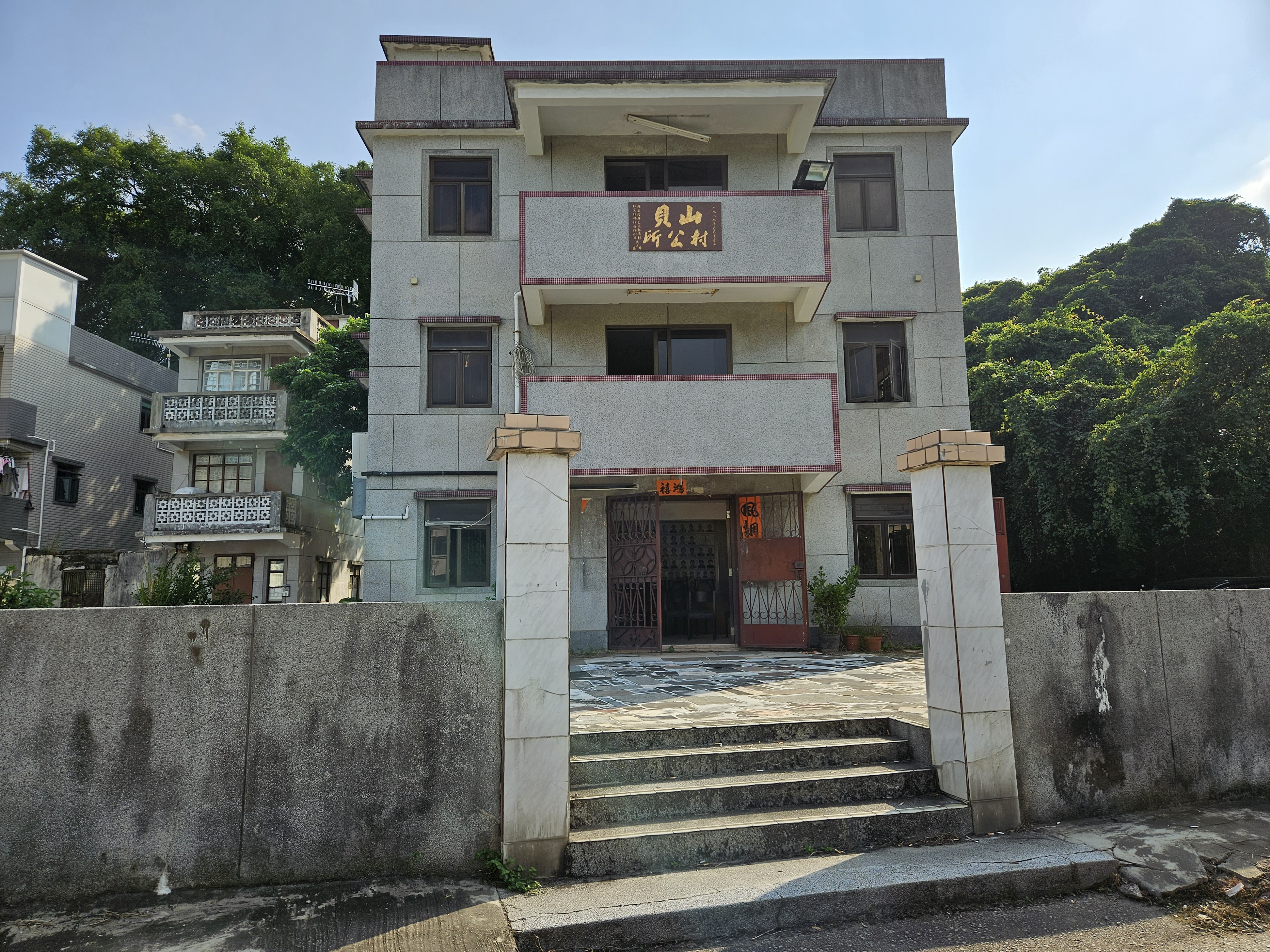
山貝村公所

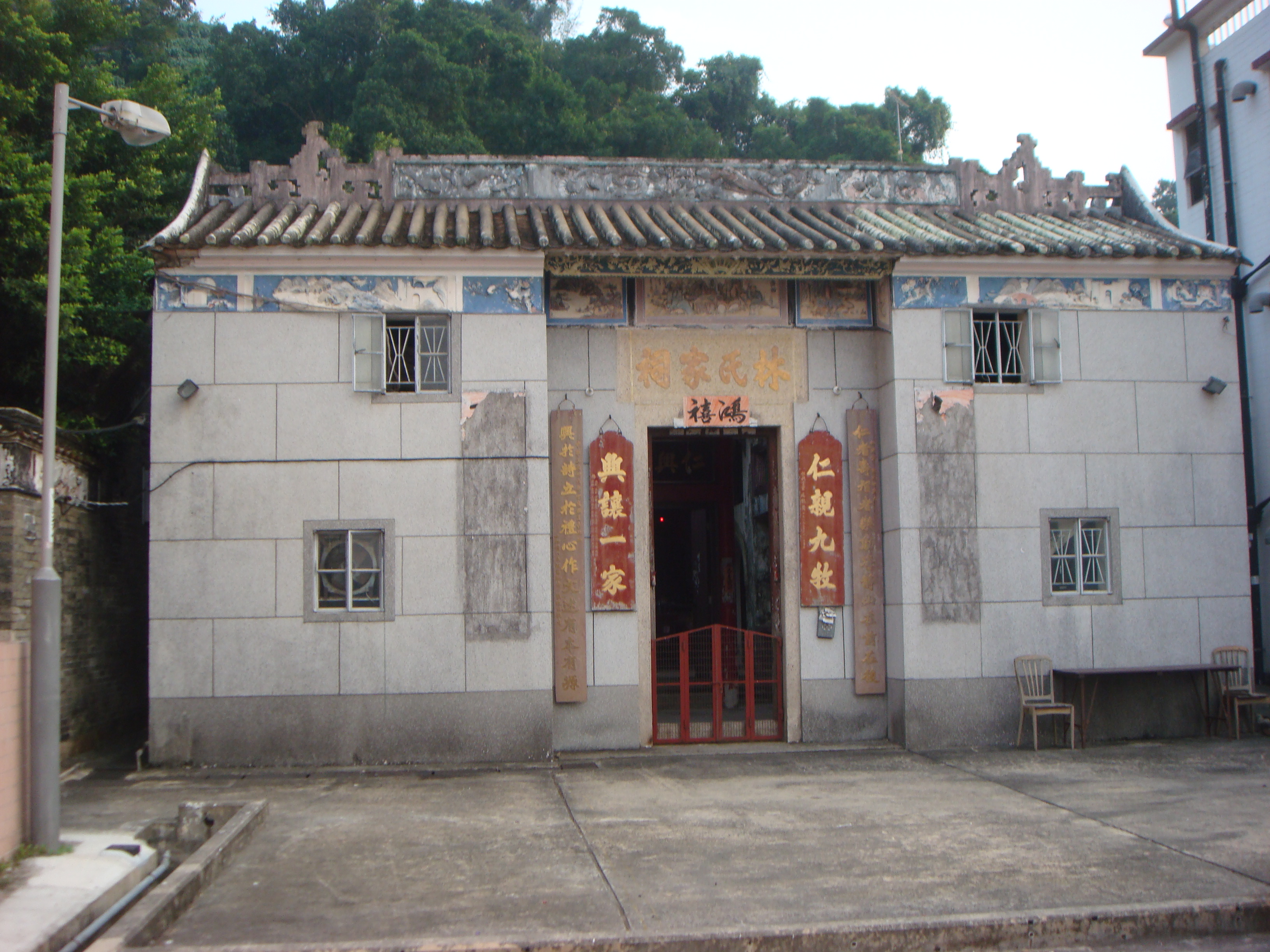
山貝村內的林氏宗祠

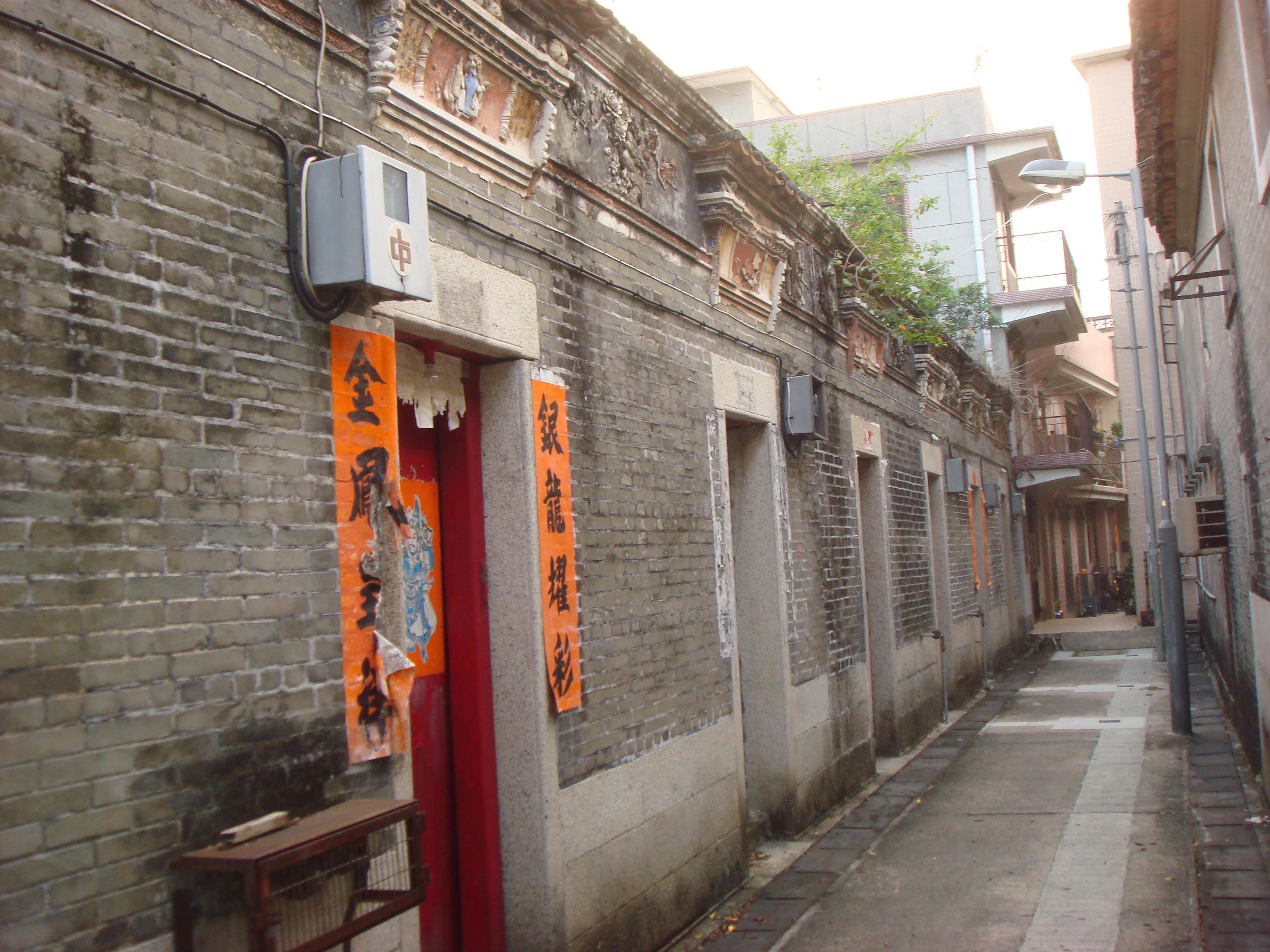
山貝村191－197號

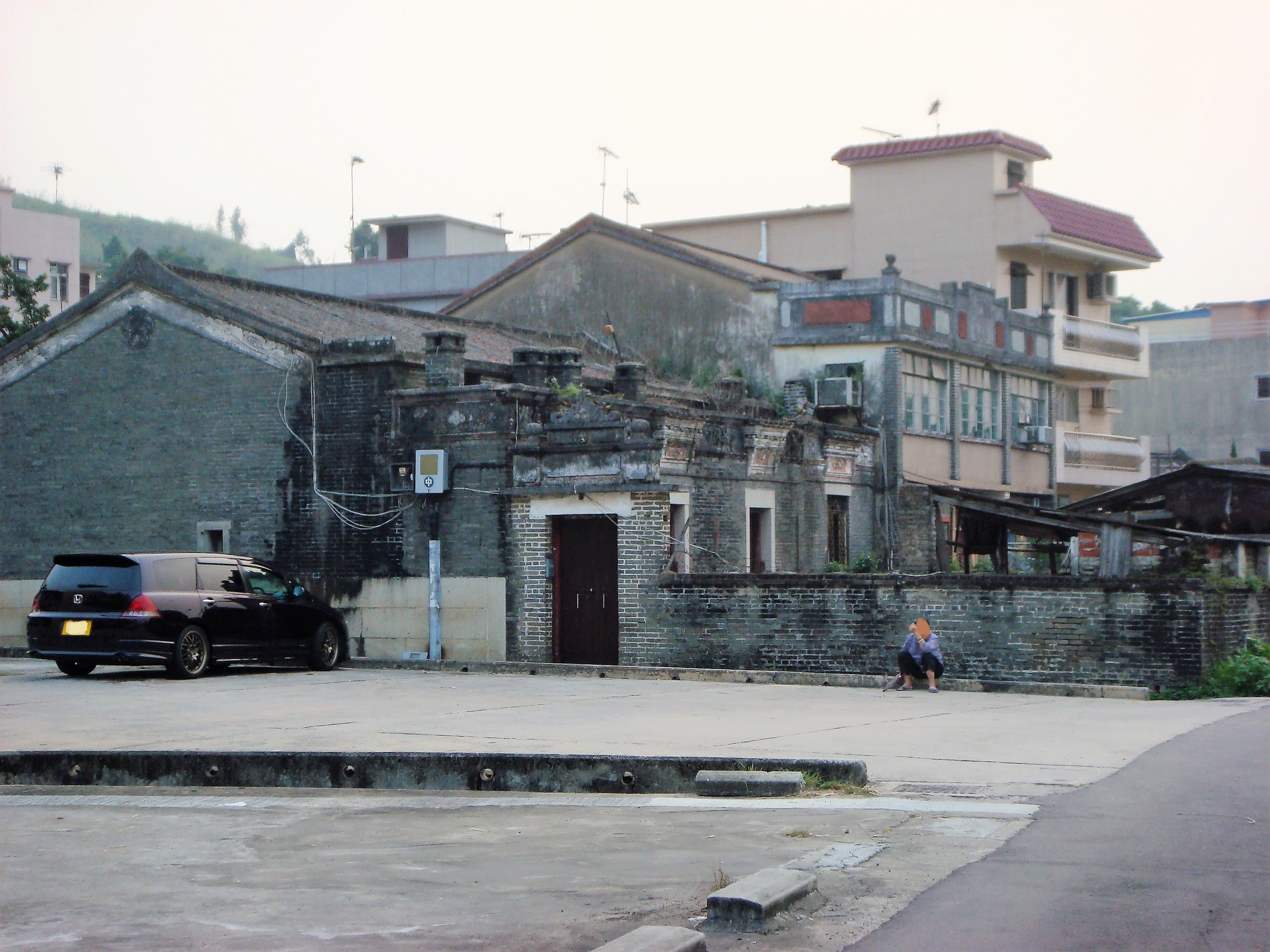
山貝村223－226號

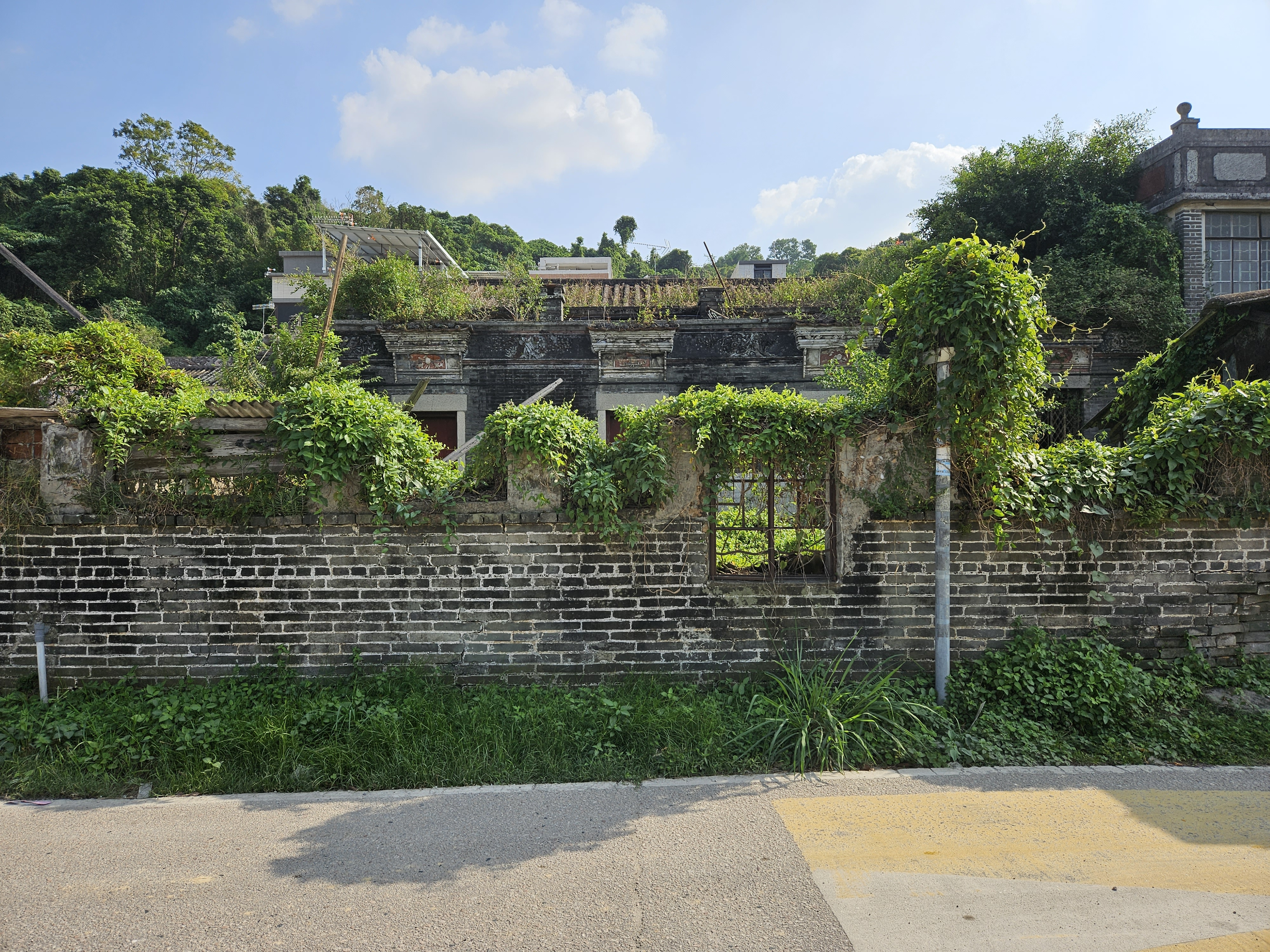
山貝村223－226號（2023年）

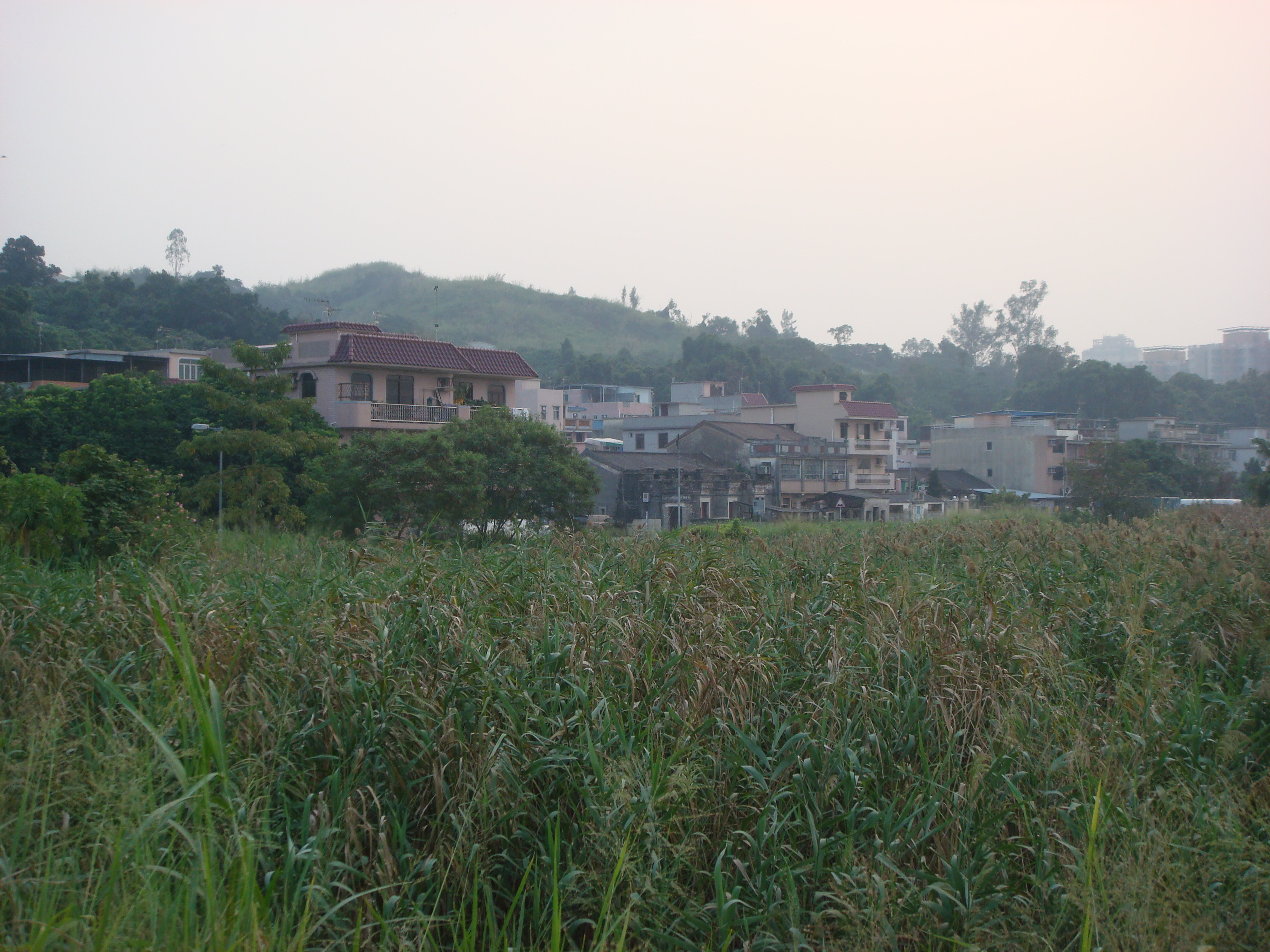
遠眺山貝村

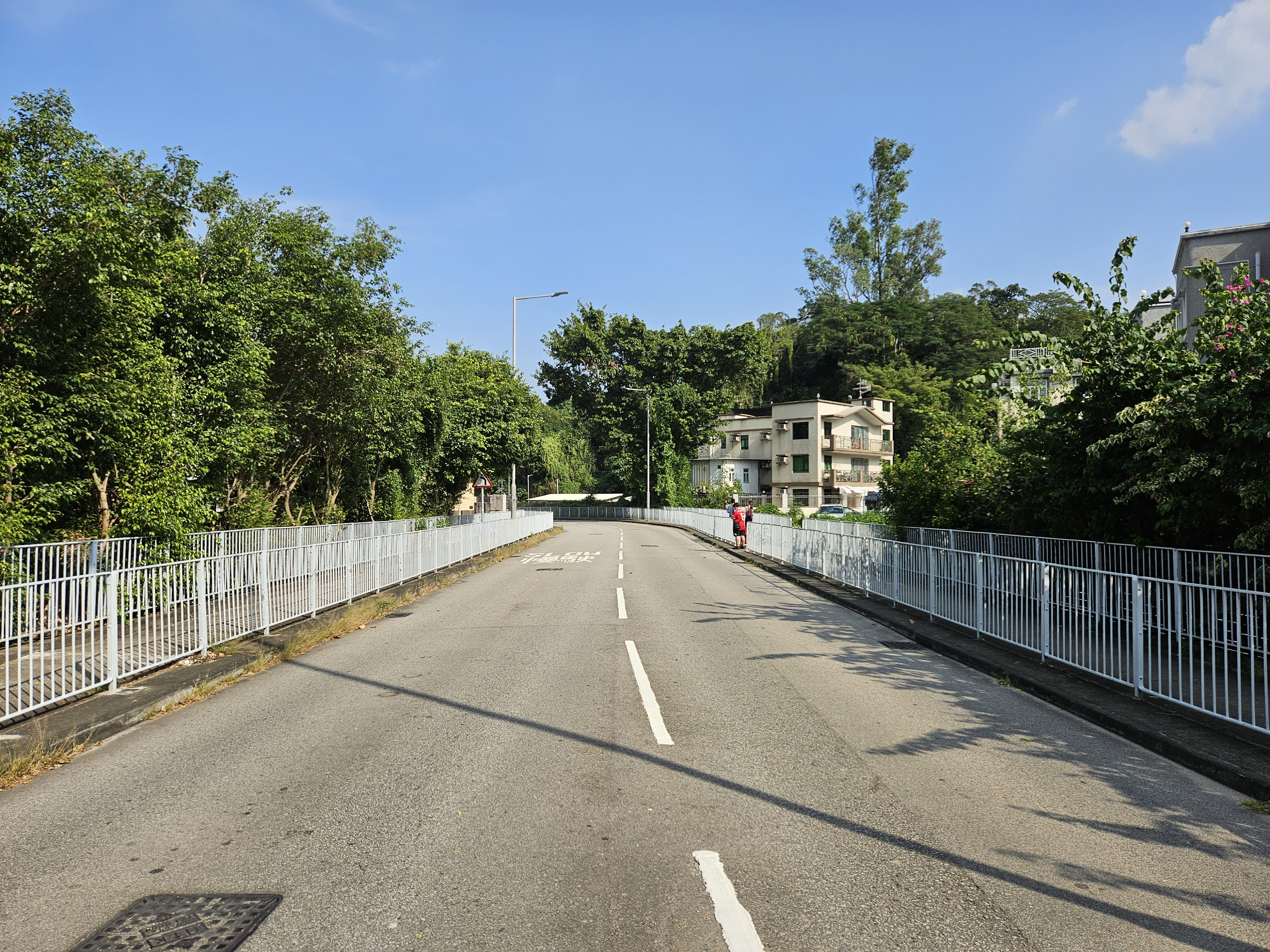
山貝路近山貝洪田村

山貝村（英語：Shan Pui Tsuen）是一條位於香港元朗區十八鄉的鄉村。

## 行政區劃
山貝村是新界小型屋宇政策下其中一條認可鄉村。在選舉劃分上，山貝村位於元朗區議會下的十八鄉北選區，現任區議員為於2011年元朗區議會十八鄉北選區補選中當選的沈豪傑。

## 地理
山貝村位處一座山的北面，與元朗舊墟互相分隔。村口附近有一艘小船，用作橫跨錦田河、前往北岸的南生圍之渡船。

## 歷史
山貝村由林氏宗族第13代族人、於200多年前遷自大圍村的林兆元所創立。歷史上，該村面向的乃為一大片漁塘。:447
在1911年人口普查之時，山貝的人口為273人，當中男性佔118人。
山貝村是東頭約（又稱「七村聯席會議」）的一員，而東頭約是由該村與南邊圍、東頭村、蔡屋村、英龍圍、黃屋村及大圍村組成。黃屋村內的二聖宮亦為東頭約七村的村廟。

## 特色
位處於山貝村157號（該村東部）的林氏家祠:447可能建於19世紀，在1930－1960年代間曾用作教授鄉村兒童的學校教室，亦曾於1967－1968年間用作幼稚園的教室。
村內數座老民居為清代的鄉土建築（vernacular building），被認為具有建築遺產的價值。

## 教育
山貝位於小一入學（POA）的74校網。該校網內設有多間直接資助學校（即由獨立機構營辦，但獲政府撥款資助的學校），以及一間官立學校——元朗官立小學。

## 外部連結
- 居民代表選舉山貝（十八鄉）的劃定現有鄉村範圍（2019至2022年） （页面存档备份，存于）

22°27′10″N 114°02′14″E / 22.45271°N 114.037195°E